# Parabradysaurus
Parabradysaurus is een geslacht van uitgestorven estemmenosuchide of rhopalodontide Dinocephalia dat tijdens het Perm leefde in het gebied van het huidige Rusland.
In 1954 benoemde Jefremow Parabradysaurus udmurticus. De geslachtsnaam betekent 'naast Bradysaurus'. De soortaanduiding verwijst naar de Oedmoerten. Een fragmentarische schedel is gevonden op de rechteroever van de Kama. Het holotype is TsNIGR 2/1727, een stuk dentarium.
In 1996 benoemde Iwachnenko een Prabradysaurus silantjevi. De soortaanduiding eert de paleontoloog W.W. Silantjew. Het holotype is PIN 4416/33, een rechteronderkaak. Ander kaakmateriaal en losse tanden zijn aan de soort toegewezen.
Jefremow dacht dat het om een lid van de Pareiasauridae ging maar in de jaren 1960 werd het materiaal herkend als dat van een lid van de Synapsida, wellicht behorend tot de Rhopalodontidae.